# Koosa
Koosa är en ort i Estland. Den ligger i Vara kommun och landskapet Tartumaa, i den sydöstra delen av landet, 170 km sydost om huvudstaden Tallinn. Koosa ligger 54 meter över havet och antalet invånare är 548.
Terrängen runt Koosa är platt. Runt Koosa är det mycket glesbefolkat, med 6 invånare per kvadratkilometer. Närmaste större samhälle är Kallaste, 16,7 km norr om Koosa. I omgivningarna runt Koosa växer i huvudsak blandskog.